# Promachus tasmanensis
Promachus tasmanensis là một loài ruồi trong họ Asilidae. Promachus tasmanensis được Macquart miêu tả năm 1847. Loài này phân bố ở miền Australasia.